# هانو بيكا بيجوركمان
هانو بيكا بيجوركمان (بالفنلندية: Hannu-Pekka Björkman)‏ (و. 1969  م) هو ممثل مسرحي، وممثل أفلام، ومخرج أفلام، ومؤدي، ومؤدي أصوات فنلندي، ولد في Kannonkoski ‏، بدأ مشواره المهني سنة 1996.

## جوائز
حصل على جوائز منها:
- جائزة جوسي لأفضل ممثل القيادية  [لغات أخرى]‏، عن عمل: The Human Part [الإنجليزية]‏ في 22 مارس 2019.[4]
- جائزة جوسي لأفضل ممثل مساعد  [لغات أخرى]‏، عن عمل: The Eternal Road (film) [الإنجليزية]‏ في 23 مارس 2018.[5]
- Finnish National Prize  [لغات أخرى]‏
- جائزة جوسي لأفضل ممثل القيادية  [لغات أخرى]‏، عن عمل: For the Living and the Dead  [لغات أخرى]‏ في 5 فبراير 2006.[4]

## وصلات خارجية
- هانو بيكا بيجوركمان في قاعدة بيانات الأفلام على الإنترنت
- هانو بيكا بيجوركمان  على موقع أول موفي